# Ildefons Cerdà
Ildefons Cerdà i Sunyer (23. prosince 1815 – 21. srpna 1876) byl španělský (katalánský) urbanista a inženýr, který výrazně ovlivnil současný vzhled Barcelony. Navrhl barcelonskou čtvrť Eixample, jejíž charakteristickou vlastností jsou rovné pravoúhlé ulice a domovní bloky podobné těm na pražských Vinohradech. Za svou rozsáhlou teoretickou a praktickou činnost je považován za zakladatele moderního urbanismu.

## Životopis
Ildefons Cerdà se narodil v katalánském Centelles v roce 1815. Vyučil se stavebním inženýrem v Madridu. Žil v různých městech ve Španělsku, než se v roce 1848 usadil v Barceloně a oženil se s Clotilde Bosch. Po smrti svých bratrů Cerdà zdědil rodinné jmění a opustil státní službu. Začal se zajímat o politiku a studium urbanismu.
Když se tehdejší vedení města podvolilo tlaku veřejnosti a dovolilo strhnout barcelonské městské hradby, uvědomil si, že je třeba naplánovat expanzi tak, aby se nová část města stala dobrým místem k životu, na rozdíl od starého města za hradbami, jež trpělo různými vlnami epidemií. Když se mu nepodařilo najít vhodné materiály, ze kterých by mohl vycházet, ujal se úkolu napsat pojednání, jak správně postupovat při výstavbě nové čtvrti. Při tom si vypůjčil několik nápadů od svých současníků, aby vytvořil jedinečný, moderní koncept.
Ve vymýšlení projektů a vylepšování stávajících návrhů pokračoval po celý svůj život. Během toho přišel o veškeré dědictví své rodiny a zemřel v roce 1876 jako těžce zadlužený, s tím, že nikdy nedostal zaplaceno za své hlavní mistrovské dílo, návrh barcelonského Eixample.

## Úspěchy
Cerdà byl muž s mnoha zájmy, který se ve snaze o dosažení své vize vzdal stálého zaměstnání. Kandidoval ve volbách a stal se členem Cortes (španělský parlament). Vypracoval převratnou legislativu, a podrobnou topografickou mapu okolí Barcelony, napsal mnohá teoretická pojednání. Vytvořil řadu důležitých slov ve španělštině, včetně urbanización.

## Galerie
- Cerdův náhrobek, s vyobrazením jím navržené čtvrti Eixample
- Detailní zobrazení Cerdova návrhu uliční čáry
- Mapa jím navržené čtvrti eixample
- Letecký pohled na čtvrť Eixample